# Jan Smyrak
Jan Smyrak (ur. 26 listopada 1950 w Tłumaczowie) – polski kolarz szosowy, brązowy medalista mistrzostw świata.

## Kariera
Zawodnik klubu Górnik Słupiec w latach 1970-1971. Był objawieniem jednego sezonu – 1971, w którym to roku wywalczył brązowy medal w mistrzostwach Polski w wyścigu szosowym ze startu wspólnego oraz zajął drugie miejsce w klasyfikacji generalnej Tour de Pologne.
Największy sukces osiągnął podczas mistrzostw świata w Mendrisio, gdzie wspólnie z Edwardem Barcikiem, Stanisławem Szozdą i Lucjanem Lisem zdobył brązowy medal w drużynowej jeździe na czas.
Na igrzyskach olimpijskich w Monachium w 1972 roku na skutek upadku nie ukończył wyścigu szosowego ze startu wspólnego.
Po igrzyskach olimpijskich wyjechał do RFN, którego barwy reprezentował od 1977 roku. W 1975 roku zwyciężył w jednodniowym wyścigu Rund um Köln, a dwa lata później zajął trzecie miejsce w mistrzostwach Niemiec amatorów w kolarstwie szosowym.